# Gylne Gutuer
La Gylne Gutuer est une course cycliste sur route masculine, disputée sous la forme d'une course d'un jour en Norvège. Il fait partie du calendrier de l'UCI Europe Tour en catégorie 1.2.
La course fait partie de l'Uno-X Development Weekend qui a lieu fin août et début septembre dans les provinces du Hedmark et d'Oppland en Norvège. Il comprend trois courses : le Hafjell GP, le Lillehammer GP et Gylne Gutuer.

## Palmarès
| Année | Vainqueur            | Deuxième                | Troisième             |                  |
| ----- | -------------------- | ----------------------- | --------------------- | ---------------- |
| 2018  | Jasper Philipsen     | Casper von Folsach      | Markus Hoelgaard      |                  |
| 2019  | Kristoffer Skjerping | Morten Hulgaard         | Jordi Meeus           |                  |
| 2020  | Trond Trondsen       | Kristian Aasvold        | Erik Nordsæter Resell |                  |
| 2021  | William Blume Levy   | Embret Svestad-Bårdseng | Magnus Sørbø          |                  |
| 2022  | André Drege          | Andreas Stokbro         | Frederik Irgens       |                  |
| 2023  | Andreas Stokbro      | Rasmus Bøgh Wallin      | Kristoffer Skjerping  |                  |
| 2024  | annulé/abandonné     | annulé/abandonné        | annulé/abandonné      | annulé/abandonné |

## Victoires par pays
| Pays     | Victoires |
| Norvège  | 3         |
| Danemark | 2         |
| Belgique | 1         |